# Scheloribates muiricius
Scheloribates muiricius är en kvalsterart som beskrevs av Arthur P. Jacot 1937. Scheloribates muiricius ingår i släktet Scheloribates och familjen Scheloribatidae. Inga underarter finns listade i Catalogue of Life.